# Камп за преспавати
Камп за преспавати (енгл. Sleepaway Camp) амерички је слешер хорор филм из 1983. године, редитеља и сценаристе Роберта Хилцика, са Фелисом Роуз, Џонатаном Тирстеном, Карен Филдс и Кристофером Колетом у главним улогама. Радња је смештена у летњи камп, где мистериозни серијски убица напада сваког ко покуша да науди повученој девојчици Анџели Бејкер.
Филм дели исту премису са бројним другим слешерима који су изашли почетком 1980-их, међу којима су Петак тринаести (1980), Спаљивање (1981) и Дан дипломирања (1981), али оно што га издваја од осталих филмова и оно по чему је најпознатији јесте расплет догађаја у завршници. Према мишљењу многих критичара, то је био најшокантнији крај неког хорор филма из периода 1980-их.
Камп за преспавати је добио претежно позитивне оцене критичара и врло брзо стекао култни статус. Изродио је истоимени филмски серијал, који чини 5 филмова. Први наставак снимљен је 1988. под насловом Камп за преспавати 2: Несрећни кампери.

## Радња
Анџела Бејкер, стидљива, трауматизована девојчица одлази са својим братом од тетке, Рикијем Томасом, у летњи камп Аравак. Убрзо након њиховог доласка у камп, свако ко покуша да малтретира Анџелу бива убијен. Идентитет убице биће откривен заједно са њеном дуго скриваном тајном.

## Улоге
| Глумац           | Улога                 |
| ---------------- | --------------------- |
| Фелиса Роуз      | Анџела / Питер Бејкер |
| Џонатан Тирстен  | Рики Томас            |
| Карен Филдс      | Џуди                  |
| Кристофер Колет  | Пол                   |
| Мајк Келин       | Мел Костић            |
| Кетрин Камхи     | Мег                   |
| Пол Деанђело     | Рони Анђело           |
| Сузан Глејз      | Сузи                  |
| Дезире Гулд      | тетка Марта Томас     |
| Роберт Ерл Џоунс | Бен                   |
| Керол Робинсон   | Долорес               |